# Sarasău
Sarasău – wieś w Rumunii, w okręgu Marmarosz, w gminie Sarasău. W 2011 roku liczyła 2238 mieszkańców.